# دانته میرکولی
دانته میرکولی (انگلیسی: Dante Mircoli؛ زادهٔ ۱۲ مارس ۱۹۴۷ – درگذشتهٔ ۴ دسامبر ۲۰۲۴) بازیکن فوتبال اهل ایتالیا بود.
از باشگاه‌هایی که وی در آنها بازی کرده‌است، می‌توان به باشگاه اتلتیکو ایندپندینته، باشگاه فوتبال استودیانتس، باشگاه فوتبال کاتانیا، باشگاه فوتبال راسینگ کلوب آویاندا و باشگاه فوتبال سمپدوریا اشاره کرد.